# Lancaster Grand Prix
Le Lancaster Grand Prix est une course cycliste britannique disputée au mois de juillet vers Lancastre, dans le nord-ouest de l'Angleterre. Cette compétition comprend une épreuve pour les hommes et une autre pour les femmes. Elle fait partie du calendrier du British Cycling National Circuit Series,. 
L'évenement voit le jour en 2019 à l'initiative de Brian Cookson et Graham Jones, qui souhaitaient créer une course britannique semblable aux classiques ardennaises. Son circuit escarpé favorise les puncheurs,.

## Palmarès

### Hommes
| Année | Vainqueur      | Deuxième       | Troisième         |        |
| ----- | -------------- | -------------- | ----------------- | ------ |
| 2019  | Ian Bibby      | James Shaw     | Daniel Tulett     |        |
| 2020  | Annulé         | Annulé         | Annulé            | Annulé |
| 2021  | Josh Whitehead | Jacob Scott    | Finn Crockett     |        |
| 2022  | Robert Scott   | Jacob Scott    | Sam Culverwell    |        |
| 2023  | Zeb Kyffin     | Harry Birchill | Jack Rootkin-Gray |        |
| 2024  | Ben Granger    | James McKay    | George Kimber     |        |

### Femmes
| Année | Vainqueur      | Deuxième            | Troisième     |
| ----- | -------------- | ------------------- | ------------- |
| 2022  | Mary Wilkinson | Alex Morrice        | Sammie Stuart |
| 2023  | Ruth Shier     | Jessica Finney (en) | Lucy Lee      |
| 2024  | Frankie Hall   | Lauren Dickson      | Tamsin Miller |